# Treasure Island (Florida)
Treasure Island ist eine Stadt im Pinellas County im US-Bundesstaat Florida. Das U.S. Census Bureau hat bei der Volkszählung 2020 eine Einwohnerzahl von 6.584 ermittelt.

## Geographie
Treasure Island befindet sich auf einer Barriereinsel vor der Golfküste Floridas und grenzt direkt an die Städte Saint Petersburg, St. Pete Beach und Madeira Beach. Die Stadt liegt rund 15 Kilometer südlich von Clearwater sowie etwa 35 Kilometer südwestlich von Tampa.

## Demographische Daten
Laut der Volkszählung 2010 verteilten sich die damaligen 6705 Einwohner auf 5846 Haushalte. Die Bevölkerungsdichte lag bei 1635,4 Einw./km². 96,7 % der Bevölkerung bezeichneten sich als Weiße, 0,8 % als Afroamerikaner, 0,2 % als Indianer und 0,8 % als Asian Americans. 0,4 % gaben die Angehörigkeit zu einer anderen Ethnie und 1,0 % zu mehreren Ethnien an. 3,0 % der Bevölkerung bestand aus Hispanics oder Latinos.
Im Jahr 2010 lebten in 10,0 % aller Haushalte Kinder unter 18 Jahren sowie 37,4 % aller Haushalte Personen mit mindestens 65 Jahren. 47,6 % der Haushalte waren Familienhaushalte (bestehend aus verheirateten Paaren mit oder ohne Nachkommen bzw. einem Elternteil mit Nachkomme). Die durchschnittliche Größe eines Haushalts lag bei 1,76 Personen und die durchschnittliche Familiengröße bei 2,36 Personen.
9,5 % der Bevölkerung waren jünger als 20 Jahre, 12,9 % waren 20 bis 39 Jahre alt, 35,9 % waren 40 bis 59 Jahre alt und 41,7 % waren mindestens 60 Jahre alt. Das mittlere Alter betrug 56 Jahre. 49,8 % der Bevölkerung waren männlich und 50,2 % weiblich.
Das durchschnittliche Jahreseinkommen lag bei 57.850 $, dabei lebten 11,4 % der Bevölkerung unter der Armutsgrenze.
Im Jahr 2000 war Englisch die Muttersprache von 94,81 % der Bevölkerung, spanisch sprachen 2,31 % und 2,88 % hatten eine andere Muttersprache.

## Verkehr
Treasure Island wird von der Florida State Road 699 durchquert.
Der nächste Flughafen ist der rund 20 Kilometer nordöstlich gelegene St. Petersburg-Clearwater International Airport.

## Kriminalität
Die Kriminalitätsrate lag im Jahr 2010 mit 205 Punkten (US-Durchschnitt: 266 Punkte) im durchschnittlichen Bereich. Es gab zwei Vergewaltigungen, drei Raubüberfälle, sieben Körperverletzungen, 37 Einbrüche, 242 Diebstähle und vier Autodiebstähle.